# پاتریارک لاتین (اورشلیم)
پاتریک لاتین (لاتین: Patriarchatus Latinus Hierosolymitanus)، عنوانی است برای اسقف اعظم کلیسای کاتولیک اورشلیم که مقر اصلی آن کلیسای مقبره مقدس است. این مقر در سال ۱۰۹۹ همزمان با تأسیس پادشاهی اورشلیم با توجه به گسترش قلمرو در سرزمین‌های مقدس، تأسیس شد ولی بعد از مدتی مقر اصلی آن به رم منتقل شد.